# نخستین گاو
نخستین گاو (انگلیسی: First Cow) یک فیلم در ژانر فانتزی به کارگردانی کلی رایکارد است که در سال ۲۰۱۹ منتشر شد.

## بازیگران
- عالیه شوکت
- لیلی گلداستون در نقش همسر چیف فاکتور
- گری فارمر در نقش تاتیلیکام
- اسکات شپرد در نقش لیوید
- ایون برمنر
- توبی جونز در نقش چیف فاکتور
- رنه اوبرژونوا
- جان ماگارو در نقش کوکی فیگوویتز